# Celerino Pereira
Celerino Pereira Lecarós (* 8. Mai 1874 in Santiago de Chile; † 30. Juni 1942 ebenda) war ein chilenischer Komponist und Pianist.

## Leben
Pereira studierte ab 1882 Komposition und Harmonielehre bei Alberto Ceradelli und trat 1887 zum ersten Mal mit großem Erfolg öffentlich auf. 1894 wurde sein Ave María für Sopran und Orchester uraufgeführt. In der Folgezeit wirkte er als Komponist, Interpret, Chor- und Orchesterleiter in Santiago, Valparaíso, Viña del Mar und mehrfach auch in Buenos Aires. 1902 wurde er Mitglied im Aufsichtsrat, 1904 stellvertretender Direktor des Conservatorio Nacional de Música. Außerdem war er Mitglied des Consejo Nacional de la Cultura y las Artes  und des Ateneo de Valparaiso. Er komponierte mehr als 80 Werke, darunter eine große Messe für fünfstimmigen Chor und Orgel.